# Syngramma wallichii
Syngramma wallichii är en kantbräkenväxtart som först beskrevs av William Jackson Hooker, och fick sitt nu gällande namn av Richard Henry Beddome. Syngramma wallichii ingår i släktet Syngramma och familjen Pteridaceae. Inga underarter finns listade.